# Ignacio Romo
Ignacio Romo Porchas (Guaymas, 17 luglio 1924 – Calexico, 11 marzo 2007) è stato un cestista messicano.

## Carriera
Venne convocato per il torneo olimpico di Londra del 1948, durante il quale disputò l'incontro contro l'Irlanda segnando 9 punti.